# John Causin
John M. S. Causin (* 1811 im Saint Mary’s County, Maryland; † 30. Januar 1861 in Cairo, Illinois) war ein US-amerikanischer Politiker. Zwischen 1843 und 1845 vertrat er den Bundesstaat Maryland im US-Repräsentantenhaus.

## Werdegang
John Causin besuchte die öffentlichen Schulen seiner Heimat. Nach einem anschließenden Jurastudium und seiner um das Jahr 1836 erfolgten Zulassung als Rechtsanwalt begann er in Leonardtown in diesem Beruf zu arbeiten. Gleichzeitig schlug er als Mitglied der Whig Party eine politische Laufbahn ein. In den Jahren 1837 und 1843 saß er im Abgeordnetenhaus von Maryland.
Bei den Kongresswahlen des Jahres 1842 wurde Causin im ersten Wahlbezirk von Maryland in das US-Repräsentantenhaus in Washington, D.C. gewählt, wo er am 4. März 1841 die Nachfolge von Isaac Dashiell Jones antrat. Bis zum 3. März 1845 konnte er eine Legislaturperiode im Kongress absolvieren. Diese Zeit war von den Spannungen zwischen Präsident John Tyler und den Whigs geprägt. Außerdem wurde damals bereits über eine mögliche Annexion der seit 1836 von Mexiko unabhängigen Republik Texas diskutiert.
Nach dem Ende seiner Zeit im US-Repräsentantenhaus zog Causin nach Annapolis. Er nahm als Delegierter an einer Versammlung zur Überarbeitung der Verfassung von Maryland teil. Im Jahr 1858 ließ er sich in Chicago nieder, wo er als Anwalt praktizierte. Er starb am 30. Januar 1861 in Cairo und wurde in Chicago beigesetzt.